# السرطان 55 f
55 كانكري-إف (المعروف أيضا بهاريوت) هو كوكب خارج المجموعة الشمسية يدور حول النجم 55 كانكري، ويبعد بحوالي 41 سنة ضوئية عن الأرض. يعتبر رابع أبعد كوكب عن نجمه، كما يعتبر أول كوكب يأخذ تسمية فيها الترميز "f".

## تاريخ
اكتشف الكوكب 55 كانكري-إف سنة 2005 من قبل علماء فلكيين في جامعة كاليفورنيا. لكن التاريخ الرسمي لإعلان اكتشاف الكوكب كان عام 2007. يعتبر الكوكب 55 كانكري-إف أول كوكب خارج المجموعة الشمسية يدور حول نجمه في ما يسمى «النطاق الصالح للحياة» المحيط بذلك النجم. كما وباكتشافه، صار النجم 55 كانكري أول نجم (ما عدا الشمس) يمتلك 5 كواكب تدور حوله أو أكثر.

## خصائص

### المدار والكتلة

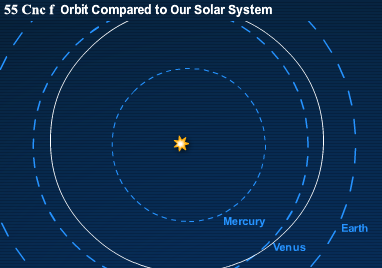
مدار الكوكب 55 كانكري-إف مقارنة مع مدارات كواكب المجموعة الشمسية

يدور الكوكب على مسافة حوالي 0.78 وحدة فلكية< (116.7 مليون كلم أو 72.5 مليون ميل) من نجمه الأم، أي أنه أقرب بقليل إليه من الأرض إلى الشمس. يعتبر مدار هذا الكوكب من بين أكثر المدارات دائرية، حيث أن نسبة شذوذه المداري تبلغ حوالي 0.0002 فقط.

يمتلك الكوكب 55 كانكري-إف كتلة دنيا تعادل حوالي 0.114 من كتلة المشتري، أي حوالي نصف كتلة نبتون.(من الممكن أن تكون الكتلة الحقيقية أكبر ب25% من الحد الأدنى، أي 0.18 كتلة المشتري). القيمة الأقرب لكتلة الكوكب هي حوالي 45 كتلة أرضية، أو حوالي 3.42×1026 كـg.

### المكونات
لأن الكوكب 55 كانكري-إف قد اكتشف بطريقة غير مباشرة، تبقى بعض الخصائص مثل التركيبة أو درجة الحرارة أو الشعاع غير معروفة. من الممكن أن يكون الكوكب 55 كانكري-إف عبارة عن عملاق غازي مكون من الهيدروجين والهيليوم.

### الأقمار
لا يعرف على وجه الضبط إن كان للكوكب 55 كانكري-إف أقمار أم لا، رغم أن العمالقة الغازية عادة تمتلك أقمارا، إلا أنه حتى لو كان لهذا الكوكب أقمار، فإنها ستكون غير قابلة للاكتشاف. فإذا كان للكوكب قمر أو أكثر، فإنه يجب أن يكون بكتلة المريخ لكي يتمكن من امتلاك غلاف جوي حوله، وكمية من الماء السائل على سطحه.